# Mount Orndorff
Mount Orndorff ist ein 1520 m hoher Berg unweit der Dufek-Küste in der antarktischen Ross Dependency. Im Königin-Maud-Gebirge ragt er 8 km südlich des Nilsen Peak auf der Westseite des Massam-Gletschers auf.
Das Advisory Committee on Antarctic Names benannte den Berg 1966 nach Lieutenant Commander Howard James Orndoff (1922–1992) von der United States Navy, Mitglied der Mannschaft auf der McMurdo-Station im antarktischen Winter 1963.